# Judith de Béthulie
Pour plus de détails, voir Fiche technique et Distribution.
Judith de Béthulie (Judith of Bethulia) est un film muet américain, réalisé par D. W. Griffith, sorti en 1914.

## Fiche technique
- Titre original : Judith of Bethulia
- Réalisation : D. W. Griffith
- Scénario : Thomas Bailey Aldrich, D. W. Griffith et Frank E. Woods
- Photographie : G. W. Bitzer
- Sociétés de production : American Mutoscope and Biograph Company
- Pays de production :  États-Unis
- Langue : anglais
- Format : Noir et blanc - 35 mm - 1,33:1 -  Muet
- Durée : 4 bobines
- Date de sortie :
  - États-Unis : 8 mars 1914

## Distribution
- Blanche Sweet : Judith
- Henry B. Walthall : Holopherne
- Mae Marsh : Naomi
- Robert Harron : Nathan
- Lillian Gish
- Dorothy Gish
- Jennie Lee
- Joseph Jiquel Lanoë